# ルゾ・トロピカリズモ
ルゾ・トロピカリズモ（ポルトガル語：Luso-Tropicalismo）はブラジルの社会学者ジルベルト・フレイレが提唱したポルトガル人の植民地支配の手法と方法に関する理論。ポルトガル熱帯主義と訳される。
この論の中でフレイレは、ポルトガル人がアジア・アフリカ・南米において展開した植民地支配は、キリスト教的価値観を暴力を用いずに原住民に伝え、また人種差別を行うことなく現地の女性と交わったことによって、混血社会を築いただけでなく、文化の面でも融合を果たし、新しい民族であるポルトガル系熱帯人（ルゾ・トロピコ）、新しい文明をも生み出したと主張した。
フレイレはこの論によってブラジルの混血社会を擁護しようとした。当時はブラジルでも混血の地位は低く、ブラジルの後進性の象徴とみなされていた為である。しかしこの論はその後、ブラジルの旧宗主国であるポルトガルのサラザール体制においてナショナリズム高揚に利用され、その植民地維持の為の理論として政治的に大きく喧伝されることとなった。